# Seminário de direito europeu de Urbino
O seminário de direito europeu de Urbino é um seminário de verão organizado anualmente desde 1959 pelo Centro de Estudos Jurídicos Europeus de Urbino. Os cursos do seminário, que são ministrados em francês, em italiano e em inglês, no seio da Faculdade de Direito da Universidade da Urbino, por professores vindos de numerosos países da Europa, tratam de questões de atualidade de direito europeu, de direito internacional privado, de direito comparado e de direito italiano.
A presença no seminário dá lugar à outorga de um certificado, e o sucesso nos exames do seminário é sancionado, segundo o caso, pela colação de um diploma de direito comparado, de um diploma de estudos europeus, de um diploma de estudos aprofundados em direito europeu ou de um diploma de estudos europeus aprofundados da Faculdade de Direito da Universidade da Urbino.

## História
O seminário de direito europeu de Urbino foi inaugurado em 24 de agosto de 1959 por Henri Batiffol, Phocion Francescakis, Alessandro Migliazza, Francesco Capotorti, Enrico Paleari e Germain Bruillard. Até 2004, o seminário teve como mecenas, e Germain Bruillard. Até 2004, o seminário teve como mecenas Cino e Simone Del Duca. Desde 2009, os professores e pesquisadores do Centro de Estudos Jurídicos Europeus de Urbino, reunidos no seio do Grupo Galileo, beneficiam do financiamento do programa de cooperação científica franco-italiano Galileo.

## Corpo docente
Em uma proporção importante, os cursos do seminário, desde a sua criação, foram ministrados por professores igualmente convidados pela Academia de Direito Internacional de Haia : Riccardo Monaco (Haia 1949, 1960, 1968, 1977), Piero Ziccardi (1958, 1976), Henri Batiffol (1959, 1967, 1973), Yvon Loussouarn (1959, 1973), Mario Giuliano (1960, 1968, 1977), Phocion Francescakis (1964), Fritz Schwind (1966, 1984), Ignaz Seidl-Hohenveldern (1968, 1986), Edoardo Vitta (1969, 1979), Alessandro Migliazza (1972), René Rodière (1972), Georges Droz (1974, 1991, 1999), Pierre Gothot (1981), Erik Jayme (1982, 1995, 2000), Bernard Audit (1984, 2003), Michel Pélichet (1987), Pierre Bourel (1989), Pierre Mayer (1989, 2007), Tito Ballarino (1990), Hélène Gaudemet-Tallon (1991, 2005), Alegría Borrás (1994, 2005), Francesco Capotorti (1995), Bertrand Ancel (1995), Giorgio Sacerdoti (1997), José Carlos Fernández Rozas (2001), Horatia Muir Watt (2004), Andrea Bonomi (2007), Dário Moura Vicente (2008), Mathias Audit (2012), Christian Kohler (2012), Étienne Pataut (2013).